# Erich Keber
Erich Keber (* 16. September 1926 in Meran; † 17. Jänner 2016 in Innsbruck) war ein österreichischer Bildhauer.

## Leben
Erich Keber wurde in Meran geboren und kam 1939 nach Innsbruck. Dort besuchte er von 1942 bis 1946 die Höhere Staatsgewerbeschule, Abteilung Bildhauerei, bei Hans Pontiller und Walter Kuen. Von 1948 bis 1952 studierte er an der Akademie der bildenden Künste Wien bei Franz Santifaller. Seit 1955 lebte und arbeitete er als freischaffender Bildhauer in Innsbruck. Er schuf gegenständliche wie abstrakte Skulpturen aus Stein und Bronze, viele davon im öffentlichen Raum.
1976 initiierte er einen Kulturaustausch mit Slowenien für Grafik und Bildhauerei mit Ausstellungen in Innsbruck, Schwaz, Krainburg und Laibach. 1981 rief er das Tiroler Steinbildhauersymposium ins Leben, das anfänglich am Grillhof bei Vill, später im Hof der Siegmairschule in Pradl stattfand und insbesondere jüngere Künstler förderte. Etliche der dabei entstandenen Skulpturen wurden im Freigelände der Siegmairschule in einem öffentlich zugänglichen Skulpturenpark aufgestellt.

## Auszeichnungen
- Preis der Landeshauptstadt Innsbruck für künstlerisches Schaffen, 3. Preis Bildhauerei, 1958[2]
- Ehrenzeichen für Kunst und Kultur der Stadt Innsbruck, 1999[3]
- Verdienstmedaille des Landes Tirol
- Berufstitel Professor

## Werke

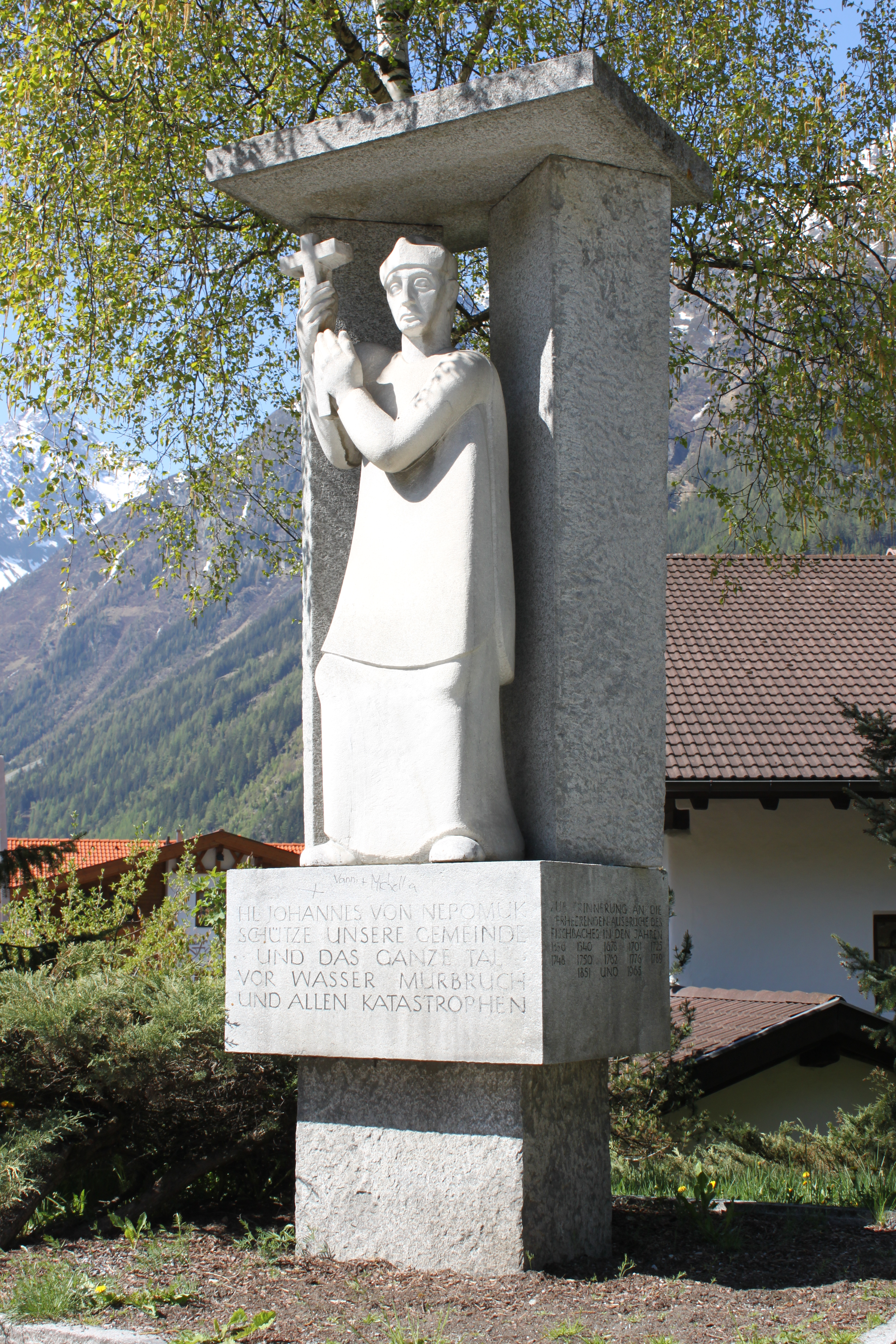
Statue des hl. Johannes Nepomuk in Längenfeld (1969)

- Marmorstatue des hl. Jakobus an der Mühlauer Brücke, Innsbruck, 1957[4]
- Steinguss-Skulpturen Seelöwe und Krokodil, Trinkbrunnen mit Bronzewasserspeier, Brunnenplastik Zwei Höhlungen, Freibad Tivoli, Innsbruck, 1960/61[5]
- Denkmal für Albin Egger-Lienz, Längenfeld, 1966[6]
- Bildstock mit Marmorskulptur hl. Johannes Nepomuk, Längenfeld, 1969[7]
- Steinrelief Maria mit Kind, Nösslachkapelle, Längenfeld, 1974[8]
- Steindenkmal Saubere Gewässer – Saubere Umwelt, Seefeld, 1975[9]
- Kunststeinskulptur Stadtengel, Grenobler Brücke, Innsbruck, 1980[10]
- Gedächtnissäule zum Abschluss der Innregulierung, Olympisches Dorf, Innsbruck, 1985[11]
- Reliefs der Kreuzwegstationen, Pfarrerbichl-Kreuzweg, Seefeld, um 2000[12]
- Wegkreuz Tirol, Martinsbühel bei Zirl, um 2000[13]
- Granitskulpturen Schutzengel, Kaskade I und Urform, Rennweg, Innsbruck, 2001–2006
- Steinskulptur Joch der Zeit, Sammlung Klocker-Stiftung[14]